# Trissecção do ângulo
Trissecção do ângulo é um dos problemas clássicos da geometria sobre construções com régua e compasso e consiste em, dado um ângulo qualquer, construir um outro com um terço de sua amplitude.
O problema era conhecido dos antigos gregos e a resposta — negativa — só foi obtida em 1837 pelo matemático francês Pierre Laurent Wantzel que mudou o foco da questão, passando a buscar uma prova de que o problema não teria solução. Wentzel apoiou-se sobretudo nos resultados de Gauss o qual afirmara no seu livro Disquisitiones Arithmeticae (publicado em 1801) que não era possível construir com régua e compasso um polígono regular com nove lados. Como é possível construir um triângulo regular com régua e compasso e como, para um tal triângulo, o ângulo formado pelos segmentos que unem o centro a dois dos seus vértices é de 120º, resulta daqui que o ângulo de 120º não pode ser trissectado somente com régua e compasso. No entanto Gauss nunca publicou uma demonstração do seu enunciado.

## Aproximação geométrica

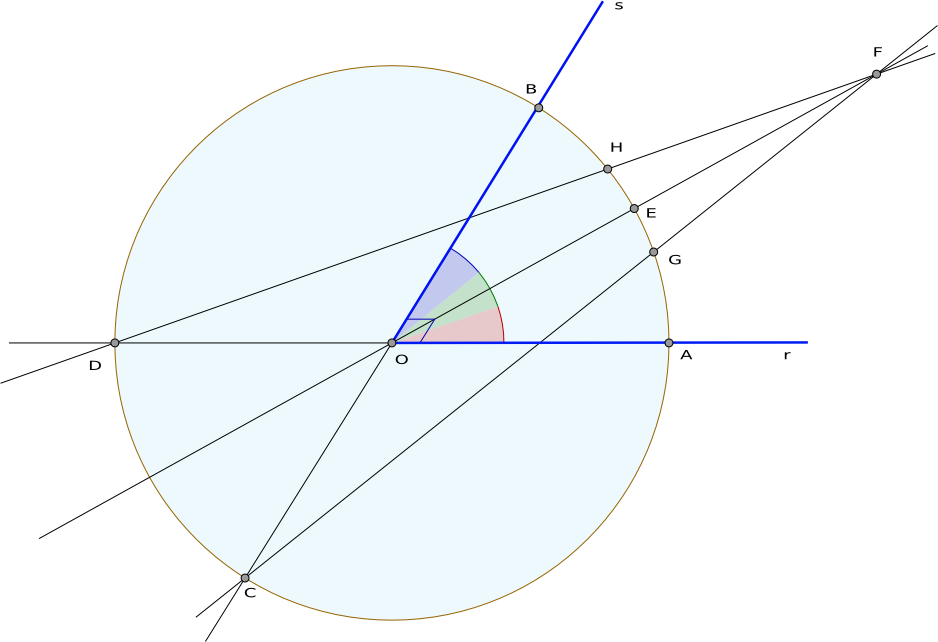
Trissecção aproximada

Considerando ∠AOB = 2a e ∠HOG = 2x, verifica-se que no triângulo ΔOCF temos que o ângulo ∠OCF = ½(a + x) pois é um ângulo inscrito na circunferência que compreende um arco de medida a + x, e também temos que ∠CFO = ½(a − x) pois ao prolongarmos a bissetriz obtemos um ângulo oposto ao ângulo ∠EOB = a pelo vértice, que por outro lado, ele é ângulo externo ao triângulo ΔOCF não adjacente aos ângulos ∠OCF = ½(a + x) e ∠CFO, então:
{\displaystyle C{\hat {F}}O=a-{\frac {a+x}{2}}={\frac {a-x}{2}}}
Utilizando a lei dos senos e cossenos no triângulo ΔOCF e considerando os lados OF e OC que medem respectivamente 2.r e r, onde r é o raio da circunferência construída temos:
{\displaystyle {\frac {2.r}{\operatorname {sen} {\frac {a+x}{2}}}}={\frac {r}{\operatorname {sen} {\frac {a-x}{2}}}}\Longleftrightarrow {\frac {\operatorname {sen} {\frac {a-x}{2}}}{\operatorname {sen} {\frac {a+x}{2}}}}={\frac {1}{2}}\cdot }
Com a segunda igualdade chegamos a:
{\displaystyle {\frac {(\operatorname {sen} \,a/2).(\cos x/2)-(\operatorname {sen} \,x/2).(\cos a/2)}{(\operatorname {sen} \,a/2).(\cos x/2)+(\operatorname {sen} \,x/2).(\cos a/2)}}={\frac {1}{2}}}
Dividindo o numerador e o denominador do primeiro membro da expressão anterior, temos:
{\displaystyle {\frac {(\tan a/2)-(\tan x/2)}{(\tan a/2)+(\tan x/2)}}={\frac {1}{2}}}.
Com isso mostra-se que {\displaystyle \tan {\frac {x}{2}}={\frac {1}{3}}\tan {\frac {a}{2}}}. Conclui-se então que x é aproximadamente {\displaystyle {\frac {a}{3}}}.

## Solução algébrica
Seja {\displaystyle \cos(\theta )\,} um número construtível. Então o ângulo {\displaystyle \theta \,} pode ser trissecado com régua e compasso se a equação polinomial {\displaystyle p(t)=4\ t^{3}\ -\ 3\ t-\cos(\theta )=0\,} tiver uma solução construtível.
Por exemplo, o ângulo {\displaystyle \pi /3\,} (60 graus) não é construtível, porque o polinômio {\displaystyle 2\ p(t)=8\ t^{3}\ -\ 6\ t-1\,} é irredutível (se não fosse, ele teria uma raiz racional da forma {\displaystyle p/q\,} com {\displaystyle p=1\,} ou {\displaystyle -1\,} e {\displaystyle q=1,2,4\,} ou {\displaystyle 8\,}; é fácil verificar que nenhum destes número é raiz de {\displaystyle p(t)\,}.
A irreducibilidade de {\displaystyle p(t)\,} mostra que as suas raízes são de grau 3, portanto não são construtíveis.

## Construção geométrica
Traçado com régua e compasso:
- Trace uma circunferência auxiliar,
- Prolongue o segmento BO e determine o ponto C na circunferência,
- Prolongue o segmento AO e determine o ponto D na circunferência,
- Trace a bissetriz do ângulo AOB,
- O segmento EO tem a mesma medida do segmento EF,
- Ligue os pontos C e D no ponto F,
- Os pontos H e G dividem a circunferência em 3 partes iguais (aproximadamente).